# Adenoviruspneumonie des Meerschweinchens
Die Adenoviruspneumonie ist eine bei Meerschweinchen vorkommende, durch ein Adenovirus verursachte Lungenentzündung (Pneumonie). Die Erkrankung kommt in größeren Beständen und Zuchten häufiger vor und betrifft vorwiegend Jungtiere in ihrer Säugezeit. Bei ihnen kann es zu plötzlich auftretenden Todesfällen kommen, bei abgeschwächtem Verlauf treten Nasenausfluss und Atemnot auf. Die Erkrankung kann nur durch einen Virusnachweis aus Nasenabstrichen oder nach dem Tod mikroskopisch sicher diagnostiziert werden. Eine spezifische Behandlung oder vorbeugende Impfung gibt es nicht.

## Vorkommen
Bei einer Studie an 689 zur Sektion eingesandten Meerschweinchen wurde bei 1 % der Tiere eine Adenoviruspneumonie festgestellt. Die Inzidenz und die Morbidität werden als gering eingeschätzt, die Mortalität ist jedoch hoch, erkrankte Tiere versterben also mit großer Wahrscheinlichkeit. Da die Erkrankung lange Zeit nicht serologisch nachweisbar war, existieren keine genauen Angaben zur Erkrankungshäufigkeit (Prävalenz).

## Erreger und Krankheitsentstehung
Die Adenoviruspneumonie wurde erstmals 1981 bei einem Ausbruch in Deutschland beschrieben. Erreger der Erkrankung ist das Guinea Pig Adenovirus (GPAdV), das derzeit vorläufig zur Gattung Mastadenovirus gehört.  Es besitzt eine typische ikosaedrische Symmetrie und 252 Kapsomere. Das Virus ist streng wirtsspezifisch, andere Tiere – auch andere Nagetiere – und der Mensch sind nicht empfänglich. Da das Virus bei experimenteller Infektion auch im Nasenausfluss von gesunden oder nur mit leichten Symptomen behafteten Tieren nachgewiesen wurde, nimmt man an, dass eine Altersprädisposition besteht oder eine Immunsuppression (Stress) zur Manifestation der Erkrankung von Bedeutung ist. Eine bakterielle Sekundärinfektion ist für die Krankheitsentstehung nicht notwendig.
Die Übertragung erfolgt über Kontakt mit dem Nasenausfluss infizierter Tiere. Die Inkubationszeit beträgt 5–10 Tage. Das Virus verursacht eine nekrotisierende Bronchitis und Bronchiolitis mit fibrinösen Exsudationen. Histopathologisch lassen sich typische, 7–15 µm große, ovale, basophile Einschlusskörperchen im Zellkern der Lungenepithelzellen nachweisen. Bei Tieren, die die Krankheit überstehen, wird das Virus 10–12 Tage nach Erkrankungsbeginn vollständig eliminiert.

## Klinik
Erkrankte Tiere können ohne jegliche Krankheitsanzeichen plötzlich (perakut) sterben. Bei milderem Verlauf zeigen die Tiere Atemnot, rasselnde Atemgeräusche und Abgeschlagenheit.
Die Diagnose kann anhand des klinischen Bildes nur als Verdacht gestellt werden. Differentialdiagnostisch müssen andere Atemwegserkrankungen ausgeschlossen werden, bei perakutem Verlauf auch bakterielle Septikämien. Es existiert ein Test zum PCR-Nachweis eines Hüllproteins des GPAdV, mit dem ein spezifischer Nachweis des Erregers in Nasenausfluss oder in Nasenabstrichen möglich ist. Die Einschlusskörperchen können postmortal zur Diagnosesicherung herangezogen werden.
Eine spezifische Behandlung oder vorbeugende Impfung ist nicht möglich.